# Sorbykyrkan
Sorbykyrkan är en kyrka i Munktorp i Köpings kommun.